# Emu malý
Emu malý (Dromaius novaehollandiae minor) je vyhynulý poddruh emua hnědého, jenž se endemitně vyskytoval na ostrově King v Bassově průlivu mezi pevninskou Austrálií a Tasmánií. Jeho nejbližším příbuzným může být rovněž vyhynulý emu tasmánský (D. n. diemenensis), protože před necelými 14 000 lety Tasmánii a King Island spojoval pevninský most. Emu malý může sloužit jako příklad ostrovního nanismu, šlo o nejmenšího ze všech známých emuů. Měl také tmavší peří než pevninští emuové: byl černohnědý, s modrou kůži na krku, kterou neporůstalo peří. Kuřata zdobil pruhovaný vzor jako u pevninských emuů. Od rovněž zakrslého a již vyhynulého emua ostrovního (D. n. baudinianus) z Klokaního ostrova se emu malý lišil v řadě osteologických detailech, jakož i velikostí. Chováním se však emu malý pravděpodobně příliš nevymykal od pevninských populací. Ptáci se při shánění potravy a během hnízdění shromažďovali do hejn. Živili se bobulemi, trávou a mořskými řasami. Šlo o zdatné běžce, kteří se bránili kopáním. Z uschlých listů a mechů si budovali mělká hnízda, do nichž snášeli sedm až devět vajec. Inkubaci zajišťovali oba rodiče.
Evropané tyto emuy objevili v roce 1802 během prvních expedic vyslaných na King Island. Většina známých informací o tomto ptáku pochází od francouzského přírodovědce Françoise Pérona, jenž o něm debatoval s místním lovcem tuleňů. Informativní jsou rovněž dobová vyobrazení Charlese Alexandra Lesueura. V roce 1804 bylo několik živých a několik vycpaných emuů malých a ostrovních posláno do Francie, přičemž dva živé jedince emuů malých chovali v Jardin des plantes v Paříži. Pozůstatky těchto a dalších ptáků jsou dnes roztroušeny v různých evropských muzeích. Z deníků tehdejší expedice Nicolase Baudina nicméně nevyplývá, ze kterého ostrova odchycení ptáci pocházejí, a dokonce ani to, že jsou taxonomicky odlišní. Jejich taxonomický status proto zůstal více než jedno století nejasný. Emu malý v důsledku loveckého tlaku a žďáření ze strany raných osadníků vyhynul pravděpodobně již do roku 1805. Emuové z Paříže uhynuli v roce 1822 jako poslední jedinci této ostrovní populace.